# Тимошинское сельское поселение (Архангельская область)
Тимошинское сельское поселение или муниципальное образование «Тимошинское» — упразднённое муниципальное образование со статусом сельского поселения в Верхнетоемском муниципальном районе Архангельской области России.
Соответствует административно-территориальной единице в Верхнетоемском районе — Тимошинский сельсовет.
Административным центром была деревня Семёновская 1-я.

## География
Тимошинское сельское поселение находилось на юге Верхнетоемского района, на правом берегу реки Северная Двина и в бассейне рек Ёрга и Содонга. Площадь территории составляла 1808 км².

## История
Муниципальное образование было образовано в 2006 году.
1 июня 2014 года (Законом Архангельской области от 21 апреля 2014 года № 121-7-ОЗ) Тимошинское сельское поселение было упразднено, а входившие в него населённые пункты были включены в состав Двинского сельского поселения с административным центром в посёлке Двинской.
В XVI—XVII веках Вершинская волость относилась к Подвинскому стану (четверти) Важского уезда, а волость Нижняя Ёрга (Корниловская) входила в состав Двинской трети Устюжского уезда. В 1959 году был упразднён Черевковский район, а Тимошинский и Вершинский сельсоветы вошли в состав Верхнетоемского района.

## Население
| 1970  | 1979  | 1992  | 2001  | 2002  | 2003  | 2004  |
| ----- | ----- | ----- | ----- | ----- | ----- | ----- |
| 1712  | ↘1221 | ↘1059 | ↘987  | ↘919  | ↘899  | ↘792  |
| 2005  | 2009  | 2010  | 2011  | 2012  | 2013  | 2014  |
| ↗1834 | ↘1723 | ↘1371 | ↘1367 | ↘1257 | ↘1159 | ↘1077 |

В 2009 году было 1723 человека. Количество населённых пунктов 71, в том числе без населения — 18. В 2005 году было 1834 человека.

## Населённые пункты
- Акуловская
- Андреевская
- Анциферовская
- Артемьевская
- Бабинская
- Барановская
- Варламовская
- Васюковская
- Васютинская
- Верхняя Воронка
- Виноградова
- Власовская
- Волонковская
- Гоголевская
- Голеневская
- Гольцевская
- Григорьевская
- Гридинская
- Дудыревская
- Ежевская
- Загорье
- Заруба
- Исаковская
- Козоватовская
- Корниловская
- Кульпинская
- Лазаревская
- Лахома
- Лопатинская
- Люлинская
- Мартюковская
- Михайловская
- Михеевская
- Мончевская
- Нестюковская
- Никитинская
- Никулинская
- Нироновская
- Новгородовская
- Окатовская
- Ореховская
- Павшинская
- Першинская
- Прошинская
- Рудаковская
- Савкино
- Семёновская
- Семёновская 1-я
- Семёновская 2-я
- Скрипчинская
- Сорокоумовская
- Степановская
- Суровцев Наволок
- Тимоховская
- Тропинская
- Трубинская
- Усть-Ерга
- Усть-Ерогодская
- Ущаж
- Фатьяновская
- Федотовская
- Фоминская
- Фоминская
- Харитоновская
- Чёда
- Червленная Слудка
- Черновраговская
- Шоромская
- Шуровская
- Юркинская
- Якушевская

### Карты
- Топографическая карта P-38-67,68. Верхняя Тойма
- Топографическая карта P-38-79,80. Авнюгский